# Семоня
Семоня (пол. Siemonia) — село в Польщі, у гміні Бобровники Бендзинського повіту Сілезького воєводства.
Населення — 965 осіб (2011).
У 1975-1998 роках село належало до Катовицького воєводства.

## Демографія
Демографічна структура станом на 31 березня 2011 року:
|          | Загалом | Допрацездатний вік | Працездатний вік | Постпрацездатний вік |
| -------- | ------- | ------------------ | ---------------- | -------------------- |
| Чоловіки | 444     | 84                 | 301              | 59                   |
| Жінки    | 521     | 78                 | 306              | 137                  |
| Разом    | 965     | 162                | 607              | 196                  |